# Jessica Klimkait
Jessica Klimkait (Whitby, 31 de dezembro de 1996) é uma judoca canadense, medalhista olímpica.

## Carreira
Klimkait esteve nos Jogos Olímpicos de Verão de 2020 em Tóquio, onde participou do confronto de peso leve, conquistando a medalha de bronze após derrotar a eslovena Kaja Kajzer.